# 日本竿鰕虎魚
日本竿鰕虎魚（学名：Luciogobius adapel），为輻鰭魚綱鱸形目鰕虎亞目鰕虎科竿鰕虎魚屬下的一个种，為亞熱帶海水魚，分布於西北太平洋日本海域，棲息深度20-50公尺，體長可達3.2公分，棲息在底層水域，生活習性不明。